# 第四街道
第四街道，是中华人民共和国内蒙古自治区呼伦贝尔市扎赉诺尔区下辖的一个乡镇级行政单位。

## 行政区划
第四街道下辖以下地区：
榕欣社区、清泉社区、新村社区和新兴社区。